# Sancha de Provenza

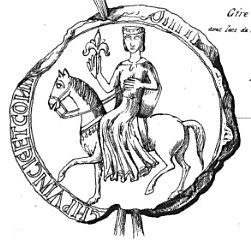
Sancha de Provenza

Sancha de Provenza (Aix-en-Provence, 1225 - castillo de Berkhamsted, Herfordshire, 9 de noviembre de 1261), princesa francesa.
Era la tercera hija de Ramón Berenguer V de Provenza, y de Beatriz de Saboya.
Se casó en la abadía de Westminster, el 23 de noviembre de 1243, con Ricardo de Inglaterra, conde de Cornualles y luego Rey de Romanos, hermano del rey Enrique III de Inglaterra -esposo de su hermana, Leonor de Provenza-, el cual aceptó de muy buen grado este enlace, al contrario del primer matrimonio de Ricardo.